# Aprionus bicuspidatus
Aprionus bicuspidatus är en tvåvingeart som beskrevs av Boris Mamaev 1998. Aprionus bicuspidatus ingår i släktet Aprionus och familjen gallmyggor. Inga underarter finns listade i Catalogue of Life.